# شهرستان گریسون (کنتاکی)
شهرستان گریسون، کنتاکی (به انگلیسی: Grayson County, Kentucky) یک سکونتگاه مسکونی در ایالات متحده آمریکا است که در کنتاکی واقع شده‌است.